# Myszka Miki i przyjaciele
Myszka Miki i przyjaciele (ang. Mickey Mouse and  Friends, 1994–1995) – amerykański serial animowany, emitowany jako składanka krótkometrażowych filmów z wytwórni Walt Disney Productions zrealizowanych w latach 30. i 40. XX w. (tzw. klasyki Disneya). Składa się z 65 odcinków, z których każdy zawiera trzy krótkie, ok. 10-minutowe części.

## Wersja polska
W Polsce serial był pokazany na antenie TVP1 w bloku Walt Disney przedstawia od 7 stycznia 1996 do 30 marca 1997 oraz od 6 stycznia 2002 do 6 kwietnia 2003 w czasie niedzielnej Wieczorynki. Od 19 kwietnia 2008 roku serial został ponownie wprowadzony do programu w czasie sobotniej Wieczorynki. Jest kontynuacją serii Przygody Myszki Miki i Kaczora Donalda. Od 22 października 2014 roku serial jest emitowany w TV Puls 2 ze zmienioną kolejnością odcinków. 29 grudnia 2015 roku został wyemitowany odcinek 30 ze zmienionym dubbingiem; na końcu odcinka została wyemitowana plansza z obsadą polskiej wersji językowej. Kilka kolejnych odcinków (33, 42, 53 i 55) również zostało wyemitowanych z drugą wersją dubbingu i z tą samą planszą.

### Pierwsza wersja
Opracowanie wersji polskiej: Start International Polska

Reżyseria: Dobrosława Bałazy

Dialogi polskie:
- Krystyna Skibińska-Subocz (odc. 1-5, 7-8, 12-13, 20-22, 24, 26-27, 44, 46-52, 54, 56-65),
- Joanna Serafińska (odc. 6, 9-11, 14-19, 23, 25, 28-43, 45)

Teksty piosenek: Marek Robaczewski (odc. 1, 4, 10-11, 13, 16, 17, 18, 19, 22, 24, 25, 26, 30-32, 33, 35, 38, 44, 46, 49-52, 54, 57, 60, 62-64)

Kierownictwo muzyczne:
- Mirosław Janowski (odc. 1, 4, 10-11, 17, 18, 19, 22, 24, 25, 26, 31-33, 35, 38, 50-51, 64),
- Marek Klimczuk (odc. 44, 46, 49, 52, 54, 57, 62-63)

Dźwięk i montaż:
- Elżbieta Chojnowska (odc. 1, 4-9, 12-16, 18-30, 38-52, 54, 56-65),
- Janusz Tokarzewski (odc. 2-3, 10-11, 31-34, 36-40)

Kierownictwo produkcji: Elżbieta Araszkiewicz

Udział wzięli:
- Piotr Grabowski – Myszka Miki
- Jarosław Boberek –
  - Kaczor Donald,
  - trener drużyny Taxidermy (odc. 6a),
  - śpiew (odc. 10b),
  - jeden z wędkarzy (odc. 14b),
  - sobowtór Donalda (odc. 15c),
  - narrator radiowy (odc. 32c),
  - tonący człowiek (odc. 32c),
  - Narrator z książki (odc. 32c),
  - Leslie J. Clark (odc. 32c),
  - uczestnik pożaru (odc. 32c),
  - kapitan ścigający Pete’a (odc. 36c),
  - sąsiedzi Goofy’ego (odc. 43c),
  - mieszkańcy miasteczka terroryzowanego przez Pete’a (odc. 47a),
  - sąsiad Goofy’ego, któremu Atos spłoszył kury (odc. 54a),
  - sąsiad Goofy’ego, któremu Atos zniszczył grządki (odc. 54a),
  - sąsiad Goofy’ego, któremu Atos rozwalił ogrodzenie (odc. 54a),
  - sąsiad Goofy’ego grożący mu sądem (odc. 54a),
  - sąsiad Goofy’ego domagający się odszkodowania (odc. 54a),
  - policjant (odc. 54a),
  - parkingowi (odc. 49b),
  - boy obozowy (odc. 49b),
  - sprzedawca hot dogów (odc. 49b),
  - łoś (odc. 49b),
  - leśniczy (odc. 49b),
  - nadleśniczy (odc. 49b),
  - leśniczy przy radiu (odc. 49b),
  - kierownik domu handlowego braci Royal (odc. 51a),
  - prof. Motylenko (odc. 57c),
  - Kaczor Frank (odc. 60c),
  - zniewieściały pirat (odc. 62a)
- Krzysztof Tyniec – 
  - Goofy,
  - pan Walker / Szalony Automobilista (odc. 42b)
- Ilona Kuśmierska –
  - Myszka Minnie,
  - Zyzio,
  - Pszczółka (odc. 32b),
  - dziewczyna Harolda (odc. 32c),
  - sąsiadka Goofy’ego, której Atos zniszczył pranie (odc. 54a)
- Hanna Kinder-Kiss – Kaczka Daisy (oprócz odc. 52c)
- Joanna Wizmur –
  - Hyzio,
  - małpa (odc. 3b),
  - Prosiaczek Piotr (odc. 10b),
  - czarownica (odc. 25b),
  - papuga (odc. 32a)
- Miriam Aleksandrowicz –
  - Dyzio,
  - Mądra Kurka (odc. 10b),
  - Mae West (odc. 49a),
  - sąsiadka Goofy’ego, której Atos ukradł szynkę (odc. 54a)
- Ewa Kania – Chip
- Piotr Dobrowolski –
  - Dale,
  - sąsiedzi Goofy’ego (odc. 43c)
- Mirosław Zbrojewicz –
  - Pete (sezon I-III),
  - żyrafa (odc. 3b),
  - śpiew (odc. 10b),
  - przełożony strażnika parku Brownstone (odc. 14b),
  - Ben Myszołów (odc. 23b),
  - Hennessy (odc. 32c),
  - Narrator (odc. 29b, 33b),
  - W.C. Fields (odc. 36a)
- Jacek Czyż –
  - Pete (sezon IV),
  - marynarz (odc. 43c),
  - Sid Grauman (odc. 49a)
- Katarzyna Bargiełowska –
  - żona Goofy’ego,
  - dama w opałach (odc. 47a)
- Jacek Jarosz –
  - strażnik parku Brownstone (oprócz 14b),
  - rozgrywający drużyny Taxidermy (odc. 6a),
  - ostrzegający przed małpą (odc. 32c),
  - słoń (odc. 48c)
- Monika Wierzbicka –
  - tygrysiczka Tillie (odc. 3b),
  - króliczki (odc. 22b)
- Włodzimierz Press – Wesoły Wujaszek Śmieszek (odc. 5b)
- Zbigniew Suszyński –
  - prezenter radiowy (odc. 5b),
  - komentator meczu futbolowego (odc. 6a),
  - maszyna do uśmierzania gniewu (odc. 7c),
  - zając Max (odc. 22b),
  - komentator meczu (odc. 20b),
  - duch #1 (odc. 25c),
  - Narrator (odc. 23c),
  - Louis (odc. 32c),
  - wściekły mężczyzna, któremu pan Walker rozwalił maskę auta (odc. 42b),
  - pasażer tramwaju (odc. 42b),
  - kierowca ubóstwiający potrącać pieszych (odc. 42b),
  - gazeciarz (odc. 42b),
  - komentator sportowy w radiu (odc. 61c),
  - Wulkan (odc. 62b)
- Andrzej Piszczatowski – Narrator (odc. 10c)
- Stanisław Brudny –
  - strażnik parku Brownstone (odc. 14b),
  - Pszczoła Spike (odc. 32b),
  - J. Harold King (odc. 32c),
  - żuczek (odc. 7b),
  - zabawkowy policjant (odc. 40c)
- Dariusz Odija –
  - jeden z wędkarzy (odc. 14b),
  - Stary Duch Postępu (odc. 54b)
- Robert Tondera –
  - Mistrz Ceremonii (odc. 17b),
  - duch #2 (odc. 25c),
  - prezenter radiowy (odc. 32a),
  - akwizytor (odc. 32c),
  - Narrator (odc. 42b, 43c, 49b, 49c, 56b),
  - dziadek Donalda (odc. 49b),
  - struś (odc. 56b)
- Małgorzata Długosz – śpiew (odc. 25b)
- Józef Mika –
  - duch #3 (odc. 25c),
  - wściekły mężczyzna w korku (odc. 42b),
  - Maks (odc. 43c)
- Tadeusz Borowski –
  - duch #4 (odc. 25c),
  - sąsiad (odc. 43c),
  - burmistrz miasteczka terroryzowanego przez Pete’a (odc. 47a),
  - Narrator (odc. 48c, 64c)
  - juror (odc. 59a),
  - konferansjer (odc. 59a),
  - fotograf (odc. 59a)
- Eugeniusz Robaczewski – Sknerus McKwacz (odc. 26a)
- Jacek Bończyk –
  - Mortimer (odc. 29a),
  - Dopey Davis (odc. 32c),
  - telefon z wodociągów (odc. 37a),
  - śpiewak radiowy (odc. 37c),
  - prezenter radiowy ostrzegający o Piątku 13-ego (odc. 37c),
  - kierowca dyliżansu (odc. 47a),
  - mieszkańcy miasteczka terroryzowanego przez Pete’a (odc. 47a),
  - zabawkowy marynarzyk (odc. 40c),
  - bocian (odc. 46b),
  - Eddie Cantor (odc. 49a),
  - menedżer Pete’a (odc. 47c),
  - piraci (62a)
- Joanna Pałucka – Colleen (odc. 32c)
- Jan Janga-Tomaszewski –
  - król (odc. 35a),
  - kierowca autobusu (odc. 37a),
  - gruby zbir (odc. 37c),
  - Szalony Lekarz (odc. 39a)
- Stefan Knothe –
  - Narrator (odc. 37b),
  - chudy zbir (odc. 37c)
- Jan Kulczycki – mężczyzna witający się z panem Walkerem (odc. 42b)
- Wojciech Paszkowski –
  - Maurice Chevalier (odc. 49a),
  - stary elf (odc. 50c),
  - Młody Duch Postępu (odc. 54b),
  - piraci (odc. 62a)
- Jacek Szmydyngier – św. Mikołaj (odc. 50c)
- Jerzy Mazur –
  - prezenter radiowy (odc. 53c),
  - burmistrz (odc. 58c)
- Janusz Bukowski – 
  - Narrator (odc. 54a, 55b)
  - Profesor (odc. 55c)
- Jacek Kopczyński –
  - głos mówiący Ruszamy! (odc. 29b)
  - prezenter radiowy oznajmiający Plastikową Godzinę z prof. Motylenko (odc. 57c)
- Adam Bauman – Jupiter (odc. 62b)
- Mariusz Leszczyński
- Aleksander Gawroński
- Ryszard Olesiński
- Tomasz Bednarek
- Krzysztof Zakrzewski
- Magdalena Stużyńska
- Stefan Każuro
- Włodzimierz Nowakowski
- Grzegorz Kucias
- Anna Ścigalska
- Agnieszka Maliszewska
- Andrzej Blumenfeld
- Artur Sokołowski

i inni
Śpiewali:
- Olga Bończyk, Anna Jopek, Jacek Bończyk (odc. 46, 52),
- Jacek Bończyk, Dariusz Odija i Wojciech Paszkowski (odc. 54, 57)

Lektor: Tadeusz Borowski

### Druga wersja (odc. 30, 33, 42, 53, 55, 58b)
Wersja polska: SDI Media Polska

Reżyseria: Marek Robaczewski

Tekst polski: Barbara Robaczewska

Teksty piosenek: Marek Robaczewski

Wystąpili:
- Kacper Kuszewski – Myszka Miki
- Jarosław Boberek – Kaczor Donald
- Krzysztof Tyniec –
  - Goofy,
  - Jeff
- Beata Wyrąbkiewicz – Myszka Minnie
- Lucyna Malec –
  - Hyzio,
  - Dyzio,
  - Zyzio,
  - Junior (odc. 42c),
  - żona Goofy’ego (odc. 42c)
- Marek Robaczewski – Pluto
- Wojciech Paszkowski – Narrator (odc. 55c)
- Waldemar Barwiński – Narrator (odc. 42b, 42c, 55b)
- Paweł Szczesny – Goryl Ajax (odc. 53c)
- Karol Wróblewski –
  - Profesor (odc. 55c),
  - Pan Kierowca (odc. 42b)

Lektor: Artur Kaczmarski

## Odcinki
- W ciągu pięciu serii powstało 65 odcinków.
- Po raz pierwszy pojawił się w TVP1 7 stycznia 1996 roku.
- Pojawił się ponownie od 6 stycznia 2002 i był emitowany do 6 kwietnia 2003 roku.
- Od 19 kwietnia 2008 roku emitowany podczas sobotniej Wieczorynki o 19:00, a jego emisja zakończyła się 16 maja 2009 roku.

### Spis odcinków
| N/o (TVP1)     | N/o 2 (PULS2) | Polski tytuł                                                  | Bohater                         | Angielski tytuł                     | Rok premiery |
| -------------- | ------------- | ------------------------------------------------------------- | ------------------------------- | ----------------------------------- | ------------ |
|                |               |                                                               |                                 |                                     |              |
| SERIA PIERWSZA |               |                                                               |                                 |                                     |              |
|                |               |                                                               |                                 |                                     |              |
| 01             | 03            | Straż pożarna Mikiego                                         | Myszka Miki                     | Mickey’s Fire Brigade               | 1935         |
| 01             | 03            | Wiewiórki i kukurydza                                         | Kaczor Donald                   | Corn Chips                          | 1951         |
| 01             | 03            | Wynken, Blynken i Nod                                         | Miniatury muzyczne              | Wynken, Blynken & Nod               | 1938         |
|                |               |                                                               |                                 |                                     |              |
| 02             | 09            | Akcja ratunkowa                                               | Myszka Miki                     | Tugboat Mickey                      | 1940         |
| 02             | 09            | Symfonia podwórzowa                                           | Miniatury muzyczne              | Farmyard Symphony                   | 1938         |
| 02             | 09            | Donald i Pluto                                                | Kaczor Donald                   | Donald and Pluto                    | 1936         |
|                |               |                                                               |                                 |                                     |              |
| 03             | 04            | Miki obchodzi urodziny                                        | Myszka Miki                     | Mickey’s Birthday Party             | 1942         |
| 03             | 04            | Słoń Elmer                                                    | Miniatury muzyczne              | Elmer Elephant                      | 1936         |
| 03             | 04            | Kraina Baśni                                                  | Miniatury muzyczne              | Old King Cole                       | 1933         |
|                |               |                                                               |                                 |                                     |              |
| 04             | 11            | Budowanie łodzi                                               | Myszka Miki                     | Boat Builders                       | 1938         |
| 04             | 11            | Osobliwe pingwiny                                             | Miniatury muzyczne              | Peculiar Penguins                   | 1934         |
| 04             | 11            | Polowanie z aparatem                                          | Kaczor Donald                   | Donald’s Camera                     | 1941         |
|                |               |                                                               |                                 |                                     |              |
| 05             | 13            | Kanionada                                                     | Kaczor Donald                   | Grand Canyonscope                   | 1954         |
| 05             | 13            | Samokontrola                                                  | Kaczor Donald                   | Self-control                        | 1938         |
| 05             | 13            | Piknik                                                        | Myszka Miki                     | The Picnic                          | 1930         |
|                |               |                                                               |                                 |                                     |              |
| 06             | 10            | Jak grać w football amerykański                               | Goofy                           | How to Play Football                | 1944         |
| 06             | 10            | Paczka-niespodzianka dla Pluto                                | Pluto                           | Pluto’s Surprise Package            | 1949         |
| 06             | 10            | Uczeń czarnoksiężnika                                         | fragment filmu Fantazja         | The Sorcerer’s Apprentice           | 1940         |
|                |               |                                                               |                                 |                                     |              |
| 07             | 46            | Na budowie                                                    | Myszka Miki                     | Building a Building                 | 1933         |
| 07             | 46            | Stare wygi                                                    | Kaczor Donald                   | Sea Salts                           | 1949         |
| 07             | 46            | Uleczony Kaczor                                               | Kaczor Donald                   | Cured Duck                          | 1945         |
|                |               |                                                               |                                 |                                     |              |
| 08             | 47            | Łowcy łosi                                                    | Miki, Donald i Goofy            | Moose Hunters                       | 1937         |
| 08             | 47            | Pies obozowy                                                  | Pluto                           | Camp Dog                            | 1950         |
| 08             | 47            | Pierwsza pomoc                                                | Pluto                           | First Aiders                        | 1944         |
|                |               |                                                               |                                 |                                     |              |
| 09             | 31            | Na plaży                                                      | Myszka Miki                     | The Beach Party                     | 1931         |
| 09             | 31            | Pogromca kufra                                                | Goofy                           | Baggage Buster                      | 1941         |
| 09             | 31            | Niezupełnie kurczak                                           | Chip i Dale                     | Chicken in the Rough                | 1951         |
|                |               |                                                               |                                 |                                     |              |
| 10             | 27            | Przyjęcie urodzinowe psa Pluto                                | Pluto                           | Pluto’s Party                       | 1952         |
| 10             | 27            | Mądra kurka                                                   | Miniatury muzyczne              | The Wise Little Hen                 | 1934         |
| 10             | 27            | Kiedy wejdzie Casey?                                          | fragment filmu Make Mine Music  | Casey at the Bat                    | 1946         |
|                |               |                                                               |                                 |                                     |              |
| 11             | 28            | Miki wystawia operę                                           | Myszka Miki                     | Mickey’s Grand Opera                | 1936         |
| 11             | 28            | Kraina kołysanek                                              | Miniatury muzyczne              | Lullaby Land                        | 1933         |
| 11             | 28            | Casey znów gra                                                | Specjalna kreskówka             | Casey Bats Again                    | 1954         |
|                |               |                                                               |                                 |                                     |              |
| 12             | 07            | Pluto i jego rodzinka                                         | Pluto                           | Pluto’s Quin-puplets                | 1937         |
| 12             | 07            | Najpyszniejszy indyk                                          | Pluto                           | Cold Turkey                         | 1951         |
| 12             | 07            | Myjnia dla psów                                               | Kaczor Donald                   | Donald’s Dog Laundry                | 1940         |
|                |               |                                                               |                                 |                                     |              |
| 13             | 16            | Szczenięca miłość                                             | Myszka Miki                     | Puppy Love                          | 1933         |
| 13             | 16            | Szalejąc za Daisy                                             | Kaczor Donald                   | Crazy Over Daisy                    | 1950         |
| 13             | 16            | Spóźnialski Miki                                              | Myszka Miki                     | Mickey’s Delayed Date               | 1947         |
|                |               |                                                               |                                 |                                     |              |
| SERIA DRUGA    |               |                                                               |                                 |                                     |              |
|                |               |                                                               |                                 |                                     |              |
| 14             | 29            | Amatorzy górskiej wspinaczki                                  | Myszka Miki                     | Alpine Climbers                     | 1936         |
| 14             | 29            | Miś na polowaniu                                              | Miś Humphrey                    | Hooked Bear                         | 1956         |
| 14             | 29            | Wojna z wirusem                                               | Goofy                           | Cold War                            | 1951         |
|                |               |                                                               |                                 |                                     |              |
| 15             | 30            | Koncert na podwórzu                                           | Myszka Miki                     | The Barnyard Broadcast              | 1931         |
| 15             | 30            | Sztuka samoobrony                                             | Goofy                           | The Art of Self Defense             | 1941         |
| 15             | 30            | Sobowtór Donalda                                              | Kaczor Donald                   | Donald’s Double Trouble             | 1946         |
|                |               |                                                               |                                 |                                     |              |
| 16             | 15            | Football amerykański dawniej i dziś                           | Specjalna kreskówka             | Football Now and Then               | 1953         |
| 16             | 15            | Przyjęcie urodzinowe                                          | Myszka Miki                     | The Birthday Party                  | 1931         |
| 16             | 15            | Lunatyk                                                       | Pluto                           | The Sleepwalker                     | 1942         |
|                |               |                                                               |                                 |                                     |              |
| 17             | 21            | Cyrk Myszki Miki                                              | Myszka Miki                     | Mickey’s Circus                     | 1936         |
| 17             | 21            | Porywający rytm samby                                         | Fragment filmu Kolorowe melodie | Blame It on the Samba               | 1948         |
| 17             | 21            | Nie ten wymiar                                                | Kaczor Donald                   | Out of Scale                        | 1951         |
|                |               |                                                               |                                 |                                     |              |
| 18             | 22            | Morderczy upał                                                | Kaczor Donald i Goofy           | Crazy With the Heat                 | 1947         |
| 18             | 22            | Willie z parowca                                              | Myszka Miki                     | Steamboat Willie                    | 1928         |
| 18             | 22            | Figaro i Cleo                                                 | Kot Figaro                      | Figaro and Cleo                     | 1943         |
|                |               |                                                               |                                 |                                     |              |
| 19             | 25            | Miki i foczka                                                 | Myszka Miki                     | Mickey and the Seal                 | 1948         |
| 19             | 25            | Koncert amatorów                                              | Myszka Miki                     | Amateurs Concert                    | 1937         |
| 19             | 25            | Donald na służbie                                             | Kaczor Donald                   | Officer Duck                        | 1939         |
|                |               |                                                               |                                 |                                     |              |
| 20             | 08            | Ogród Myszki Miki                                             | Myszka Miki                     | Mickey’s Garden                     | 1935         |
| 20             | 08            | Rakieta tenisowa                                              | Goofy                           | Tennis Racquet                      | 1949         |
| 20             | 08            | Kraina muzyki                                                 | Miniatury muzyczne              | Music Land                          | 1935         |
|                |               |                                                               |                                 |                                     |              |
| 21             | 06            | Trzej myszkieterowie                                          | Miniatury muzyczne              | Three Blind Mousketeers             | 1936         |
| 21             | 06            | Gra w golfa                                                   | Kaczor Donald                   | Donald’s Golf Game                  | 1938         |
| 21             | 06            | Wielorybnicy                                                  | Miki, Donald i Goofy            | The Whalers                         | 1938         |
|                |               |                                                               |                                 |                                     |              |
| 22             | 14            | Kwiaty i drzewa                                               | Miniatury muzyczne              | Flowers and Trees                   | 1932         |
| 22             | 14            | Żółw i zając                                                  | Miniatury muzyczne              | The Tortoise and the Hare           | 1935         |
| 22             | 14            | Stary młyn                                                    | Miniatury muzyczne              | The Old Mill                        | 1937         |
|                |               |                                                               |                                 |                                     |              |
| 23             | 20            | Dzielny krawczyk                                              | Myszka Miki                     | Brave Little Tailor                 | 1938         |
| 23             | 20            | Latający gruchot                                              | Kaczor Donald                   | The Flying Jalopy                   | 1943         |
| 23             | 20            | Dzień dla rycerza                                             | Goofy                           | A Knight for a Day                  | 1946         |
|                |               |                                                               |                                 |                                     |              |
| 24             | 18            | Wolny dzień taty                                              | Goofy                           | Father’s Day Off                    | 1953         |
| 24             | 18            | Pluto matką                                                   | Pluto                           | Mother Pluto                        | 1936         |
| 24             | 18            | Wiejska kuźnia                                                | Kaczor Donald                   | The Village Smithy                  | 1942         |
|                |               |                                                               |                                 |                                     |              |
| 25             | 19            | Sądny dzień psa Pluto                                         | Myszka Miki                     | Pluto’s Judgement Day               | 1935         |
| 25             | 19            | Dzieci w lesie                                                | Miniatury muzyczne              | Babes in the Woods                  | 1932         |
| 25             | 19            | Przestraszone duchy                                           | Miki, Donald i Goofy            | Lonesome Ghosts                     | 1937         |
|                |               |                                                               |                                 |                                     |              |
| 26             | 05            | Sknerus McKwacz i pieniądze                                   | Film edukacyjny                 | Scrooge McDuck and Money            | 1967         |
| 26             | 05            | Nie ma to jak w domu                                          | Kaczor Donald                   | Chip an’ Dale                       | 1947         |
| 26             | 05            | Błękitna ballada                                              | Fragment filmu Make Mine Music  | A Ballad in Blue                    | 1946         |
|                |               |                                                               |                                 |                                     |              |
| SERIA TRZECIA  |               |                                                               |                                 |                                     |              |
|                |               |                                                               |                                 |                                     |              |
| 27             | 12            | Goofy i Wilbur                                                | Goofy                           | Goofy and Wilbur                    | 1939         |
| 27             | 12            | Ptaki na wiosnę                                               | Miniatury muzyczne              | Birds in the Spring                 | 1933         |
| 27             | 12            | Po drugiej stronie lustra                                     | Myszka Miki                     | Thru the Mirror                     | 1936         |
|                |               |                                                               |                                 |                                     |              |
| 28             | 23            | Towarzysz zabaw psa Pluto                                     | Pluto                           | Pluto’s Playmate                    | 1941         |
| 28             | 23            | Godzina symfonii                                              | Myszka Miki                     | Symphony Hour                       | 1942         |
| 28             | 23            | Jak tańczyć                                                   | Goofy                           | How to Dance                        | 1953         |
|                |               |                                                               |                                 |                                     |              |
| 29             | 24            | Rywal Mikiego                                                 | Myszka Miki                     | Mickey’s Rival                      | 1936         |
| 29             | 24            | Od jutra dieta                                                | Goofy                           | Tomorrow We Diet!                   | 1951         |
| 29             | 24            | Donald kucharzem                                              | Kaczor Donald                   | Chef Donald                         | 1941         |
|                |               |                                                               |                                 |                                     |              |
| 30             | 26            | Miki piłkarzem druga wersja: Miki futbolista                  | Myszka Miki                     | Touchdown Mickey                    | 1932         |
| 30             | 26            | Wielkie mycie druga wersja: Wielkie mycie                     | Goofy                           | The Big Wash                        | 1948         |
| 30             | 26            | Ogród Donalda druga wersja: Ogród Donalda                     | Kaczor Donald                   | Donald’s Garden                     | 1942         |
|                |               |                                                               |                                 |                                     |              |
| 31             | 32            | Miki na przechadzce                                           | Myszka Miki                     | Mickey Steps Out                    | 1931         |
| 31             | 32            | Mały Tut                                                      | Fragment filmu Kolorowe melodie | Little Toot                         | 1948         |
| 31             | 32            | Jak grać w baseball                                           | Goofy                           | How to Play Baseball                | 1942         |
|                |               |                                                               |                                 |                                     |              |
| 32             | 33            | Papuga Myszki Miki                                            | Myszka Miki                     | Mickey’s Parrot                     | 1938         |
| 32             | 33            | Wspólnicy                                                     | Kaczor Donald                   | Let’s Stick Together                | 1952         |
| 32             | 33            | Kłopoty z wyobraźnią                                          | Kaczor Donald                   | Duck Pimples                        | 1945         |
|                |               |                                                               |                                 |                                     |              |
| 33             | 34            | Nowy dom Pluta druga wersja: Nowy dom Pluta                   | Pluto                           | Pluto’s House Warming               | 1947         |
| 33             | 34            | Jak to naprawdę było druga wersja: Cała prawda o Mamie Gęsi   | Specjalna kreskówka             | The Truth about Mother Goose        | 1957         |
|                |               |                                                               |                                 |                                     |              |
| 34             | 35            | Ciuchcia Myszki Miki                                          | Myszka Miki                     | Mickey’s Choo Choo                  | 1929         |
| 34             | 35            | Pluto w Zoo                                                   | Pluto                           | Pluto at the Zoo                    | 1942         |
| 34             | 35            | Główny strażak                                                | Kaczor Donald                   | Fire Chief                          | 1940         |
|                |               |                                                               |                                 |                                     |              |
| 35             | 36            | Stare dobre czasy                                             | Myszka Miki                     | Ye Olden Days                       | 1933         |
| 35             | 36            | Psi patrol                                                    | Pluto                           | Canine Patrol                       | 1945         |
| 35             | 36            | Wymarzony głos Donalda                                        | Kaczor Donald                   | Donald’s Dream Voice                | 1948         |
|                |               |                                                               |                                 |                                     |              |
| 36             | 37            | Miki i jego drużyna polo                                      | Myszka Miki                     | Mickey’s Polo Team                  | 1936         |
| 36             | 37            | Zupa na stole                                                 | Kaczor Donald                   | Soup’s On                           | 1948         |
| 36             | 37            | Waleczne wiewiórki                                            | Chip i Dale                     | The Lone Chipmunks                  | 1954         |
|                |               |                                                               |                                 |                                     |              |
| 37             | 38            | Straszne skutki kapania                                       | Kaczor Donald                   | Drip Dippy Donald                   | 1948         |
| 37             | 38            | Jak grać w golfa                                              | Goofy                           | How to Play Golf                    | 1944         |
| 37             | 38            | Szczęśliwy dzień Donalda                                      | Kaczor Donald                   | Donald’s Lucky Day                  | 1939         |
|                |               |                                                               |                                 |                                     |              |
| 38             | 40            | Smętne rytmy                                                  | Myszka Miki                     | Blue Rhythm                         | 1931         |
| 38             | 40            | Arka Noego                                                    | Miniatury muzyczne              | Father Noah’s Ark                   | 1933         |
| 38             | 40            | Na drzewie                                                    | Kaczor Donald                   | Up a Tree                           | 1955         |
|                |               |                                                               |                                 |                                     |              |
| 39             | 39            | Szalony lekarz                                                | Myszka Miki                     | The Mad Doctor                      | 1933         |
| 39             | 39            | Sklep z ptakami                                               | Miniatury muzyczne              | The Bird Store                      | 1932         |
| 39             | 39            | Kłopoty z kością                                              | Pluto                           | Bone Trouble                        | 1940         |
|                |               |                                                               |                                 |                                     |              |
| SERIA CZWARTA  |               |                                                               |                                 |                                     |              |
|                |               |                                                               |                                 |                                     |              |
| 40             | 41            | Pluto w Meksyku                                               | Pluto                           | Pueblo Pluto                        | 1949         |
| 40             | 41            | Spotkanie ze smokiem                                          | Chip i Dale                     | Dragon Around                       | 1954         |
| 40             | 41            | Zepsute zabawki                                               | Miniatury muzyczne              | Broken Toys                         | 1935         |
|                |               |                                                               |                                 |                                     |              |
| 41             | 42            | Wzburzone fale                                                | Myszka Miki                     | Wild Waves                          | 1930         |
| 41             | 42            | Sklep z porcelaną                                             | Miniatury muzyczne              | The China Shop                      | 1934         |
| 41             | 42            | Lodowata atmosfera                                            | Pluto                           | Cold Storage                        | 1951         |
|                |               |                                                               |                                 |                                     |              |
| 42             | 43            | Słonik Mikiego druga wersja: Słoń Mikiego                     | Myszka Miki                     | Mickey’s Elephant                   | 1936         |
| 42             | 43            | Szaleństwo motoryzacji druga wersja: Motomania                | Goofy                           | Motor Mania                         | 1950         |
| 42             | 43            | Ojcowie też ludzie druga wersja: Ojciec też człowiek          | Goofy                           | Fathers are People                  | 1951         |
|                |               |                                                               |                                 |                                     |              |
| 43             | 44            | Dwurewolwerowiec Miki                                         | Myszka Miki                     | Two Gun Mickey                      | 1934         |
| 43             | 44            | Daj się zdrzemnąć, Figaro                                     | Pluto                           | Cat Nap Pluto                       | 1948         |
| 43             | 44            | Weekend taty                                                  | Goofy                           | Father’s Weekend                    | 1953         |
|                |               |                                                               |                                 |                                     |              |
| 44             | 45            | Urodziny Donalda                                              | Kaczor Donald                   | Donald’s Happy Birthday             | 1949         |
| 44             | 45            | O rodzinach Martinów i Coyów                                  | Fragment filmu Make Mine Music  | The Martins and the Coys            | 1946         |
| 44             | 45            | Dziennik z Afryki                                             | Goofy                           | African Diary                       | 1945         |
|                |               |                                                               |                                 |                                     |              |
| 45             | 48            | Poczta lotnicza                                               | Myszka Miki                     | The Mail Pilot                      | 1933         |
| 45             | 48            | Braciszek psa Pluto                                           | Pluto                           | Pluto’s Kid Brother                 | 1946         |
| 45             | 48            | Wujek Donald i mrówki                                         | Kaczor Donald                   | Uncle Donald’s Ants                 | 1952         |
|                |               |                                                               |                                 |                                     |              |
| 46             | 49            | Sweter dla Pluta                                              | Pluto                           | Pluto’s Sweater                     | 1949         |
| 46             | 49            | Lambert, czyli owca w lwiej skórze                            | Specjalna kreskówka             | Lambert the Sheepish Lion           | 1952         |
| 46             | 49            | Tata Kaczor                                                   | Kaczor Donald                   | Daddy Duck                          | 1948         |
|                |               |                                                               |                                 |                                     |              |
| 47             | 50            | Dwurewolwerowy Goofy                                          | Goofy                           | Two Gun Goofy                       | 1952         |
| 47             | 50            | Złote jajka                                                   | Kaczor Donald                   | Golden Eggs                         | 1941         |
| 47             | 50            | Kaczor na ringu                                               | Kaczor Donald                   | Canvas Back Duck                    | 1953         |
|                |               |                                                               |                                 |                                     |              |
| 48             | 51            | Na spacerku                                                   | Myszka Miki                     | Mickey’s Steamroller                | 1934         |
| 48             | 51            | Kłopoty to ich specjalność                                    | Kaczor Donald                   | Put Put Troubles                    | 1940         |
| 48             | 51            | Nie drażnić tygrysa                                           | Goofy                           | Tiger trouble                       | 1945         |
|                |               |                                                               |                                 |                                     |              |
| 49             | 52            | Premiera Myszki Miki                                          | Myszka Miki                     | Mickey’s Gala Premiere              | 1933         |
| 49             | 52            | Polowanie wzbronione                                          | Kaczor Donald                   | No Hunting                          | 1955         |
| 49             | 52            | Niezupełnie kondor                                            | Kaczor Donald                   | Contrary Condor                     | 1944         |
|                |               |                                                               |                                 |                                     |              |
| 50             | 02            | Wigilia Bożego Narodzenia                                     | Miniatury muzyczne              | The Night Before Christmas          | 1933         |
| 50             | 02            | Choinka psa Pluto                                             | Myszka Miki                     | Pluto’s Christmas Tree              | 1952         |
| 50             | 02            | Warsztat Świętego Mikołaja                                    | Miniatury muzyczne              | Santa’s Workshop                    | 1932         |
|                |               |                                                               |                                 |                                     |              |
| 51             | 17            | Obibok                                                        | Kaczor Donald                   | The Clock Watcher                   | 1945         |
| 51             | 17            | Śnieżna bitwa                                                 | Kaczor Donald                   | Donald’s Snow Fight                 | 1942         |
| 51             | 17            | Była taka zima                                                | Fragment filmu Kolorowe Melodie | Once Upon a Wintertime              | 1948         |
|                |               |                                                               |                                 |                                     |              |
| 52             | 54            | Rabuś kości                                                   | Pluto                           | Bone Bandit                         | 1948         |
| 52             | 54            | Opowieść o miłości kapelusza i modrego czepeczka              | Fragment filmu Make Mine Music  | Johnnie Fedora and Alice Bluebonnet | 1946         |
| 52             | 54            | Pan Kaczor ma randkę                                          | Kaczor Donald                   | Mr. Duck Steps Out                  | 1940         |
|                |               |                                                               |                                 |                                     |              |
| SERIA PIĄTA    |               |                                                               |                                 |                                     |              |
|                |               |                                                               |                                 |                                     |              |
| 53             | 55            | Wyścigi z przeszkodami druga wersja: Bieg z przeszkodami      | Myszka Miki                     | The Steeplechase                    | 1933         |
| 53             | 55            | Niebezpieczne zajęcie druga wersja: Rozlepiacze plakatów      | Kaczor Donald i Goofy           | Billposters                         | 1940         |
| 53             | 55            | Kaczor Donald i goryl druga wersja: Donald i goryl            | Kaczor Donald                   | Donald Duck and the Gorilla         | 1944         |
|                |               |                                                               |                                 |                                     |              |
| 54             | 58            | Najlepszy przyjaciel człowieka                                | Goofy                           | Man’s Best Friend                   | 1952         |
| 54             | 58            | Donald i koło                                                 | Film edukacyjny                 | Donald and the Wheel                | 1961         |
|                |               |                                                               |                                 |                                     |              |
| 55             | 60            | Na ślizgawce druga wersja: Na lodzie                          | Myszka Miki                     | On Ice                              | 1935         |
| 55             | 60            | Sztuka jazdy na nartach druga wersja: Sztuka jazdy na nartach | Goofy                           | The Art of Skiing                   | 1941         |
| 55             | 60            | ––– brak tytułu ––– druga wersja: ––– brak tytułu –––         | fragment filmu Trzej Caballeros | The Cold Blooded Penguin            | 1945         |
|                |               |                                                               |                                 |                                     |              |
| 56             | 57            | Pies do golfa                                                 | Myszka Miki                     | Canine Caddy                        | 1941         |
| 56             | 57            | ––– brak tytułu –––                                           | Goofy                           | El Gaucho Goofy                     | 1943         |
| 56             | 57            | Świeżo malowane                                               | Kaczor Donald                   | Wet Paint                           | 1946         |
|                |               |                                                               |                                 |                                     |              |
| 57             | 53            | Piękne czasy pradziadków                                      | Myszka Miki                     | The Nifty Nineties                  | 1941         |
| 57             | 53            | Dzielne zuchy                                                 | Kaczor Donald                   | Good Scouts                         | 1938         |
| 57             | 53            | Jak wykorzystać plastik                                       | Kaczor Donald                   | The Plastics Inventor               | 1944         |
|                |               |                                                               |                                 |                                     |              |
| 58             | 59            | Miki tatusiem                                                 | Myszka Miki                     | Mickey Plays Papa                   | 1934         |
| 58             | 59            | ––– brak tytułu ––– druga wersja: Dekorator wnętrz            | Kaczor Donald                   | Inferior Decorator                  | 1948         |
| 58             | 59            | W Holandii                                                    | Pluto                           | In Dutch                            | 1946         |
|                |               |                                                               |                                 |                                     |              |
| 59             | 61            | Piękne i szlachetne                                           | Myszka Miki                     | Society Dog Show                    | 1939         |
| 59             | 61            | Źródło wiecznej młodości                                      | Kaczor Donald                   | Don’s Fountain of Youth             | 1953         |
| 59             | 61            | Nie ma to jak w domu                                          | Kaczor Donald                   | The Greener Yard                    | 1949         |
|                |               |                                                               |                                 |                                     |              |
| 60             | 62            | Przez zasiedzenie                                             | Myszka Miki                     | Squatter’s Rights                   | 1946         |
| 60             | 62            | Traperzy z północy                                            | Kaczor Donald                   | Polar Trappers                      | 1938         |
| 60             | 62            | Kaczor Frank szuka cyrkowców                                  | Kaczor Donald                   | Frank Duck Brings ’em Back Alive    | 1946         |
|                |               |                                                               |                                 |                                     |              |
| 61             | 63            | Psie serce                                                    | Pluto                           | Pluto’s Heart Throb                 | 1950         |
| 61             | 63            | Susie, niebieski samochodzik                                  | Specjalna kreskówka             | Susie the Little Blue Coupe         | 1952         |
| 61             | 63            | Wślizg do domu                                                | Kaczor Donald                   | Slide, Donald, Slide                | 1949         |
|                |               |                                                               |                                 |                                     |              |
| 62             | 64            | Porwani                                                       | Myszka Miki                     | Shanghaied                          | 1934         |
| 62             | 64            | Nocne koncertowanie                                           | Kaczor Donald                   | Trombone Trouble                    | 1944         |
| 62             | 64            | Delikatna przesyłka                                           | Kaczor Donald                   | Donald’s Ostrich                    | 1937         |
|                |               |                                                               |                                 |                                     |              |
| 63             | 65            | Klondike Kid                                                  | Myszka Miki                     | The Klondike Kid                    | 1932         |
| 63             | 65            | Syreniątka                                                    | Miniatury muzyczne              | Merbabies                           | 1938         |
| 63             | 65            | Jak jeździć konno                                             | Goofy                           | How To Ride a Horse                 | 1941         |
|                |               |                                                               |                                 |                                     |              |
| 64             | 01            | Melodie                                                       | Miniatury muzyczne              | Melody                              | 1953         |
| 64             | 01            | Konkurs amatorów                                              | Myszka Miki                     | Mickey’s Amatuers                   | 1937         |
| 64             | 01            | Jak łowić ryby                                                | Goofy                           | How To Fishe                        | 1942         |
|                |               |                                                               |                                 |                                     |              |
| 65             | 56            | Robot na ringu                                                | Myszka Miki                     | Mickey’s Mechanical Man             | 1933         |
| 65             | 56            | Wiewiórki i kukurydza                                         | Kaczor Donald                   | Corn Chips                          | 1951         |
| 65             | 56            | Walka o byt                                                   | Pluto                           | Food for Feudin’                    | 1950         |
|                |               |                                                               |                                 |                                     |              |